# Houttuin
Houttuin – miasto w Surinamie, w dystrykcie Wanica.